# Elibia
Elibia é um gênero de mariposa pertencente à família Sphingidae.